# کریستال‌لیک (ایلینوی)
کریستال‌لیک، ایلینوی (به انگلیسی: Crystal Lake, Illinois) یک شهر در ایالات متحده آمریکا با جمعیت ۴۰٬۷۴۳ نفر است که در شهرستان مک‌هنری واقع شده‌است.

## موقعیت جغرافیایی
موقعیت جغرافیایی شهرها و مناطق اطراف به شرح زیر است: